# More Hits by The Supremes
 (mars 2023).
Si vous disposez d'ouvrages ou d'articles de référence ou si vous connaissez des sites web de qualité traitant du thème abordé ici, merci de compléter l'article en donnant les références utiles à sa vérifiabilité et en les liant à la section « Notes et références ».
Albums de The Supremes
We Remember Sam Cooke
(1965) The Supremes at the Copa
(1965)
Singles
1. Stop! In the Name of Love
Sortie : 8 février 1965
2. Back in My Arms Again
Sortie : 15 avril 1965
3. Nothing but Heartaches
Sortie : 16 juillet 1965

More Hits by The Supremes est le sixième album du groupe The Supremes, sorti en juillet 1965. Il inclut les singles nos 1 Stop! In the Name of Love et Back in My Arms Again.

## Titres
Toutes les chansons ont été écrites par Holland-Dozier-Holland.

### Face 1
1. Ask Any Girl – 2:48
2. Nothing but Heartaches – 2:41
3. Mother Dear – 2:40
4. Stop! In the Name of Love – 2:56
5. Honey Boy – 2:33
6. Back in My Arms Again – 2:53

### Face 2
1. Whisper You Love Me Boy – 2:36
2. The Only Time I'm Happy – 2:38
3. He Holds His Own – 2:27
4. Who Could Ever Doubt My Love – 2:35
5. (I'm So Glad) Heartaches Don't Last Always – 2:55
6. I'm In Love Again – 2:18